# Vielbänder-Seenadel
Die Vielbänder-Seenadel (Dunckerocampus multiannulatus) ist eine kleine Seenadelart, die im Roten Meer und im westlichen Indischer Ozean von Mosambik bis zu den Malediven und dem Chagos-Archipel vorkommt. Nach Kuiter reicht das Verbreitungsgebiet bis zu den Andamanen und Sumatra.

## Merkmale
Die Fische werden 19 Zentimeter lang. Ihr Körper ist weißlich bis rosafarben und wird von schmalen rötlichen, rotbraunen bis braunschwarzen Ringen gemustert. Vier bis fünf dieser Bänder verlaufen über den Kiemendeckel. Wie alle Fahnenschwanz-Seenadeln haben sie eine fächerförmige Schwanzflosse. Die Schnauze ist lang und pipettenartig. Ihre Unterseite ist gelb. Von der sehr ähnlichen Gelbband-Seenadel (Dunckerocampus pessuliferus) unterscheidet sich die Vielbänder-Seenadel durch die weißlich-rötliche Grundfarbe und das Muster auf der Schwanzflosse. Die Schwanzflosse ist rot, mit einem weißen Außenrand und einer pfeilförmigen weißen Marke am Schwanzflossenansatz. Ihre Rückenflosse wird von 20 bis 23 Flossenstrahlen gestützt, die kleine Afterflosse von vier. 

## Lebensweise
Die Vielbänder-Seenadel lebt in Tiefen bis 20 Meter in geschützten Korallenriffen, vor allem in Höhlen oder unter Überhängen. Sie wenden ihre Bauchseite stets dem nächsten Substrat zu, schwimmen sie also in der Nähe des Höhlendachs, so drehen sie sich auf den Rücken. Die Fische ernähren sich von sehr kleinen Krebstierchen (vor allem Copepoden) und putzen oft größere Fische.
Ausgewachsene Vielbänder-Seenadeln leben meist paarweise. Wie alle Seenadeln sind sie ovipar, die Eier werden vom Weibchen nach dem Legen vom Männchen übernommen, das sie bis zum Schlupf der Larven an der schwammartig veränderten Bauchseite mit sich herumträgt.